# Museu d'Art contemporani de Houston
Museu d'Art contemporani de Houston (anglès: Contemporary Arts Museum Houston) és un important museu i institució cultural sense ànim de lucre de Texas dedicat a l'art contemporani. Es troba al districte museístic de Houston, en un edifici dissenyat per Gunnar Birkerts i obert al públic el 1972. L'entrada és gratuïta.

## Història
El 1948, un grup de set ciutadans de Houston va fundar el Contemporary Arts Museum amb l'objectiu de presentar un nou art a la comunitat i documentar el paper de les arts en la vida moderna mitjançant  exposicions, conferències i altres activitats. El museu inicialment presentava exposicions a diversos llocs de la ciutat, de vegades utilitzant el  The Museum of Fine Arts. Aquestes primeres presentacions van incloure "Això és art contemporani" i "László Moholy-Nagy: Exposició commemorativa". 
El 1950, l'èxit d'aquests esforços va permetre al museu construir una petita instal·lació equipada professionalment on s'exposessin ambicioses exposicions de l'obra de Vincent van Gogh, Joan Miró, Alexander Calder, Max Ernst, i John T. Biggers i els seus estudiants del llavors nascut Texas Negro College (ara Texas Southern University). Els de Houston eren receptius a les noves idees.

## Exposicions
- 2000:  Afterimage - Drawing Through Process .
- 2010:  Odili Donald Odita .
- 2010:  Perspectives 172: Kirsten Pieroth .
- 2012:  Jane Alexander: Surveys from the Cape of Good Hope.
- 2014: Trenton Doyle Hancock: Skin and Bones, 20 Years of Drawing.